# One Penn Plaza
One Penn Plaza je mrakodrap stojící v New Yorku. Má 57 pater a výšku 228,6 m. Mrakodrap byl navržen firmou Kahn & Jacobs a dokončen v roce 1972. V budově je 44 výtahů. Ve většině budovy se nachází kanceláře a v podzemí jsou garáže pro bezmála 700 aut.